# Dreams (Van Halen)
Dreams è una canzone del gruppo musicale statunitense Van Halen, estratta come secondo singolo dall'album 5150 nel maggio 1986.

## Storia
Si tratta di una delle prime canzoni composte dal gruppo con Sammy Hagar alla voce, ed è diventata un punto fisso nei concerti dal vivo di quegli anni. Durante il tour promozionale di 5150, Eddie van Halen eseguiva il brano prevalentemente alle tastiere e si dedicava alla chitarra solo durante il primo assolo, mentre tutte le restanti parti ritmiche venivano completate da Hagar. Nei tour successivi, Eddie passò a suonare esclusivamente la chitarra, lasciando che le tastiere venissero eseguite dietro le quinte da un turnista.
Durante un'intervista con Rolling Stone in cui rispondeva alle domande dei fan, Sammy Hagar ha ammesso che Dreams (insieme a Right Now) era la sua canzone preferita dei Van Halen. Il cantante ha riproposto il brano anche durante la sua carriera solista, suonandolo con un arrangiamento prevalentemente acustico, come nell'album Lite Roast del 2014. Il chitarrista dei Foreigner, Mick Jones, che ha lavorato come produttore in 5150, ha affermato riguardo alla registrazione del brano: «Sono riuscito a far raggiungere a Sammy nuove vette. Letteralmente. Cantava così alto che iperventilava. È quasi svenuto.»
Nel 1995 il brano è stato utilizzato nella colonna sonora di Power Rangers - Il film.

## Video musicale
Esistono tre diversi videoclip di questa canzone. Il primo è stato realizzato dalla Marina degli Stati Uniti d'America come dimostrazione di volo del team acrobatico dei Blue Angels nel 1986. Gli altri due sono invece stati girati durante un'esibizione dei Van Halen al Whisky a Go Go di West Hollywood, California nel marzo 1993. Una versione del video mostra giornalisti e interviste varie con i fan prima del concerto, mentre la seconda presenta meno commenti e si focalizza molto di più sull'esibizione del gruppo. La prima di queste due versioni è presente nel DVD Van Halen: Video Hits, Vol. 1.

## Tracce
7" Single Warner Bros. 928 642-7
1. Dreams (Edit) – 4:20
2. Dreams (LP) – 5:02

12" Single Warner Bros. 920 496-0
1. Dreams (LP) – 5:02
2. Inside – 5:02

## Formazione
- Sammy Hagar – voce
- Eddie van Halen – chitarra, tastiere, cori
- Michael Anthony – basso, cori
- Alex van Halen – batteria

## Classifiche
| Classifica (1986)             | Posizione massima |
| ----------------------------- | ----------------- |
| Australia                     | 51                |
| Germania                      | 53                |
| Irlanda                       | 25                |
| Regno Unito                   | 62                |
| Stati Uniti                   | 22                |
| Stati Uniti (mainstream rock) | 6                 |